# Antoni Peris

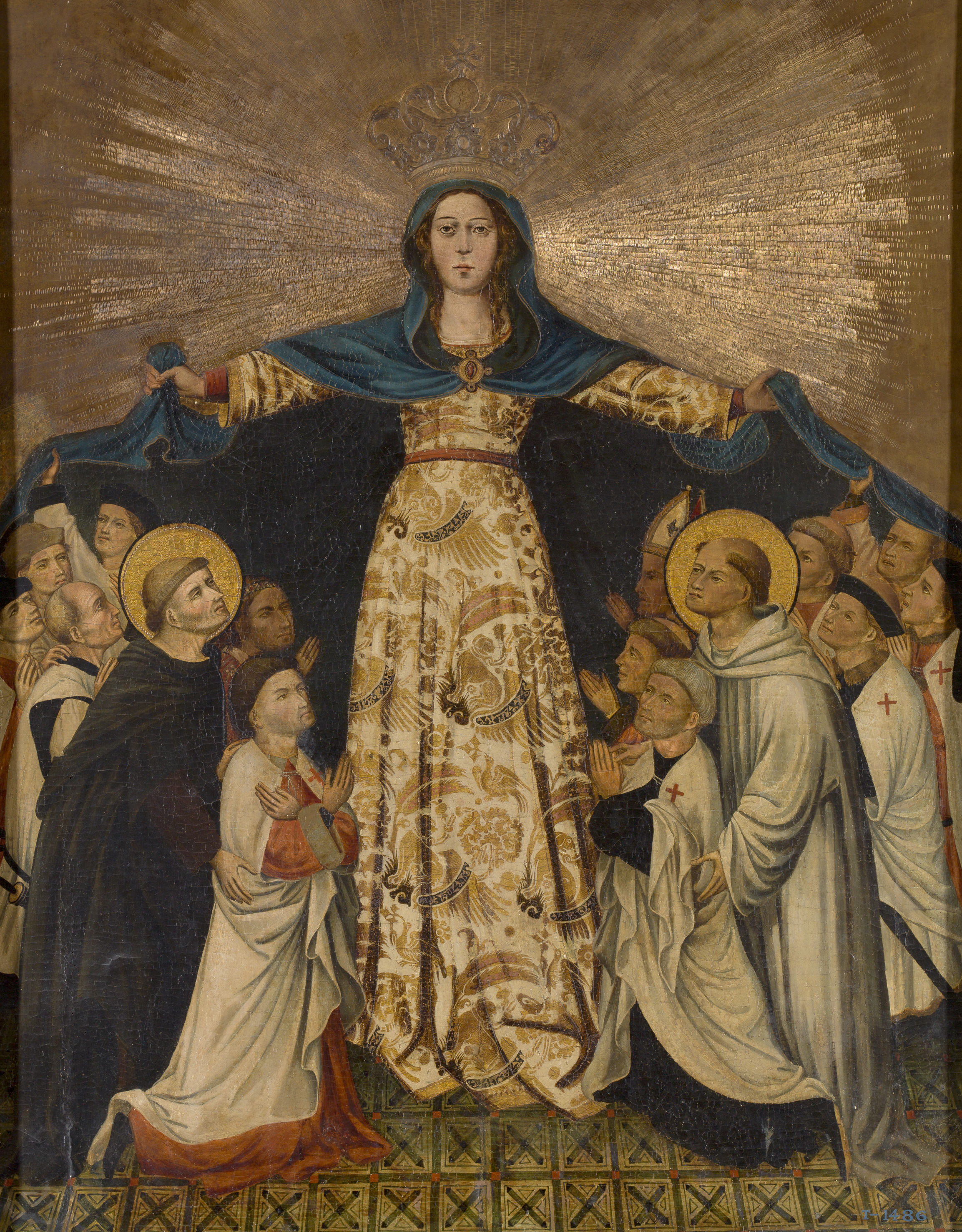
Mare de Déu de Gràcia amb els grans mestres de l'Orde de Montesa, temple sobre taula, 128 x 105 cm, Madrid, Museu del Prado.

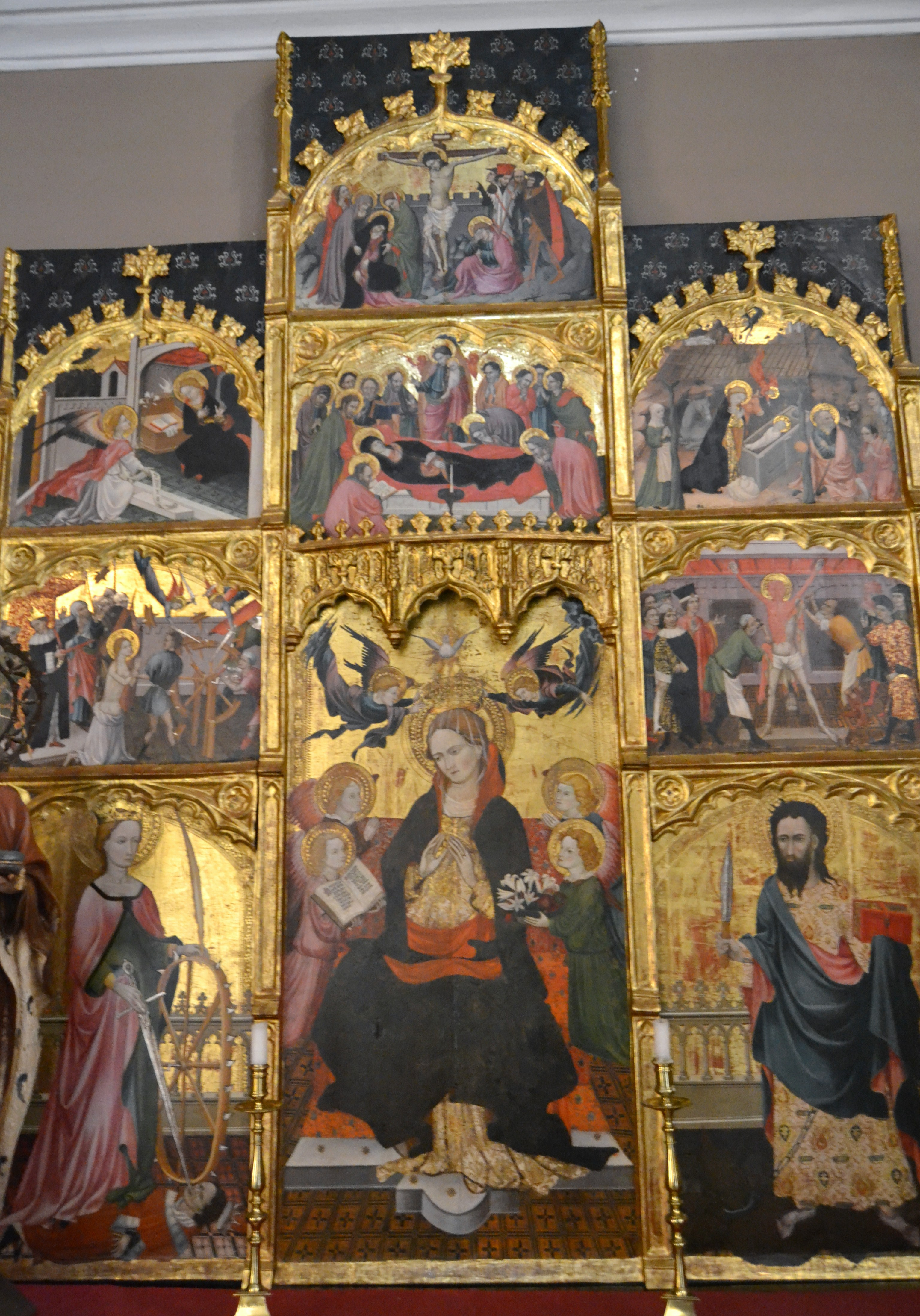
Antoni Peris, Mare de Déu de l'Esperança, Església de l'Assumpció Pego

Antoni Peris (València, ca. 1365-1422) va ser un pintor valencià d'estil gòtic internacional.
Membre d'una família de pintors, a la qual també pertanyeria Gonçal Peris, la seua personalitat artística i trajectòria vital plantegen problemes d'identificació. Documentat en 1388, gràcies a un rebut de pagament per la pensió d'un censal que percep amb la seua dona Caterina, al 1393 treballava al taller de Pere Nicolau, a qui succeirà a la seva mort (1408) en l'estimació de la clientela valenciana. De 1415 a 1422, probable data de la seva mort, es documenten al seu nom més d'un retaule per any, alguns de notable envergadura com el de Sant Joan Evangelista de Massamagrell.
A més, va col·laborar amb freqüència amb altres mestres, com Jaume Mateu -amb qui hauria pintat entre 1413 i 1422 l'atribuït retaule de la Mare de Déu de l'Esperança de Albocàsser-, Marçal de Sas i Gonçal Peris, amb qui va compartir l'execució del retaule major de l'església de Castellfabib, en 1414, i el de la Trinitat en 1422. Se li atribueixen els retaules de la Mare de Déu de l'Esperança de Pego, el de la Mare de Déu de la Llet al Museu de Belles Arts de València, procedent del convent de Sant Domènec de València, i el de Montesa (catedral de València), del qual la taula central amb la Mare de Déu de Gràcia i els mestres de l'Orde de Montesa es conserva al Museu del Prado de Madrid.

D'ell es conserva un dels pocs testimonis que sobre l’ofici de pintor que s'han conservat a València:
| « | L’art del pintor és tal que si lo que aprèn no ha subtil enteniment per molt que faça lo mestre no·l farà convinent deixeble et si lo aprenent és subtil aprendrà bé lo dit ofici encara que lo mestre no·y haja gran diligencia | » |

## Obra documentada[5]
| Obres documentades d'Antoni Peris |                                                                                        |              |
| Any                               | Obra                                                                                   | Estat actual |
| 1.403                             | Retaule de sant Joan Baptista i sant Joan Evangelista (Gandia)                         | Desconegut   |
| 1.407                             | Retaule de sant Bartomeu, Església parroquial de Riola, altar major                    | Desconegut   |
| 1.411                             | Retaule de sant Antoni. Capella familiar                                               | Desconegut   |
| 1.414                             | Retaule per a l’església de Castellfabib                                               | Desconegut   |
| 1.415                             | Retaule per Alcalà de la Selva (Terol)                                                 | Desconegut   |
| 1.416                             | Retaule de la Santíssima Trinitat i la santa Creu. Capella familiar. Gandia            | Desconegut   |
| 1.416                             | Retaule de sant Joan Evangelista. Església parroquial de Massamagrell, altar major.    | Desconegut   |
| 1.418                             | Retaule de la Mare de Déu. Hospital d’En Clapers (València)                            | Desconegut   |
| 1.419                             | Retaule dels Set Gojos de la Mare de Déu. Capella familiar                             | Desconegut   |
| 1.419                             | Retaule de sant Bernat i sant Gregori. Seu de València                                 | In situ      |
| 1.421                             | Retaule de sant Nicolau i sant Blai. Església del Salvador. Capella familiar. València | Desconegut   |
| 1.421                             | Retaule de la Mare de Déu envoltada d’àngels. Capella familiar. Xèrica (Castelló)      | Desconegut   |
| 1.422                             | Retaule de la Santíssima Trinitat. Capella familiar. Convent de sant Agustí (València) | Desconegut   |
| 1.422                             | Retaule del Cos de Crist, sant Jeroni i sant Antoni de Pàdua                           | Desconegut   |
| 1.423                             | Retaule dels Set Gojos de la Mare de Déu. Capella familiar. Xàtiva (València)          | Desconegut   |